# Paratylotropidia morsei
Paratylotropidia morsei är en insektsart som beskrevs av Rehn, J.A.G. och J.W.H. Rehn 1943. Paratylotropidia morsei ingår i släktet Paratylotropidia och familjen gräshoppor. Inga underarter finns listade i Catalogue of Life.